# Oscar Scheibel
Oscar Scheibel (ook: Oskar Scheibel) (1881 - 1953) was een Duits entomoloog en ingenieur.
Scheibel was een Duits ingenieur en entomoloog, hij verzamelde kevers. Hij heeft een groot aantal in Joegoslavië voorkomende keversoorten voor het eerst wetenschappelijk beschreven. Scheibel werkte in Zagreb en werd beschouwd als een kever (coleoptera)-expert. Hij was vooral gespecialiseerd in de groep Trechinae, een onderfamilie van de loopkeverfamilie (Carabidae).
Bijzonder opvallend was zijn beschrijving van wat de hitlerkever is gaan heten. Dit was een in 1937 als een nieuwe soort ontdekte kever die de wetenschappelijke naam Anophthalmus hitleri kreeg. De kever werd ontdekt in 1933 in de grotten van het voormalige Joegoslavië en werd hem geleverd voor onderzoek. Scheibel wilde zijn toenmalige staatshoofd Adolf Hitler eren door de kever naar hem te vernoemen. Dit is overigens niet ongebruikelijk in de biologie, veel diersoorten zijn naar mensen vernoemd.  
Naast de hitlerkever beschreef Scheibel talloze andere soorten, zoals Adriaphaenops pretneri 1935 en Adriaphaenops staudacheri 1939, evenals verschillende soorten in het geslacht Duvalius.